# Toyota Mark II
Toyota Mark II är en personbil som tillverkades av den japanska biltillverkaren Toyota mellan 1968 och 2004. På många exportmarknader användes namnet Toyota Cressida.

## Toyota Corona Mark II T60/70
I slutet av 1960-talet hade Crown-modellen växt så mycket att det fanns plats för en större version av Toyota Corona, kallad Corona Mark II. Den första 60/70-serien delade bilplattform med Corona T40 men hade något större kaross och mer omfattande utrustning.
Varianter:
| Modell | Motor               | Cylindervolym | Effekt | Bränslesystem   |
| ------ | ------------------- | ------------- | ------ | --------------- |
| 1700   | 4-cyl radmotor ohv  | 1707 cm³      | 95 hk  | Enkel förgasare |
| 1900   | 4-cyl radmotor SOHC | 1858 cm³      | 100 hk | Enkel förgasare |

## Toyota Mark II X10/20
Den andra generationen Mark II var en större bil som släppt det direkta släktskapet med Coronan. Den fanns nu även med sexcylindrig motor.

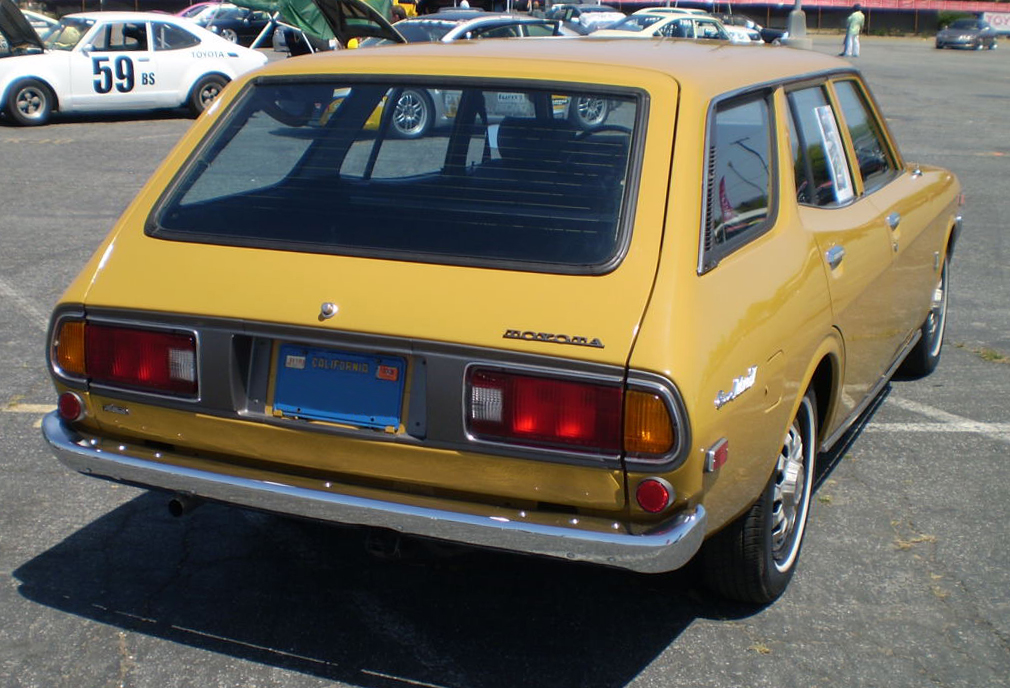
Corona Mark II X10 kombi

Varianter:
| Modell | Motor               | Cylindervolym | Effekt | Bränslesystem   |
| ------ | ------------------- | ------------- | ------ | --------------- |
| 1700   | 4-cyl radmotor ohv  | 1707 cm³      | 85 hk  | Enkel förgasare |
| 2000   | 4-cyl radmotor SOHC | 1968 cm³      | 89 hk  | Enkel förgasare |
| 2300   | 6-cyl radmotor SOHC | 2253 cm³      | 96 hk  | Enkel förgasare |
| 2600   | 6-cyl radmotor SOHC | 2563 cm³      | 116 hk | Enkel förgasare |

## Toyota Mark II X30/40
Från och med den tredje generationen såldes Mark II-modellen under namnet Toyota Cressida på de flesta exportmarknader. På många marknader utanför Japan ersatte den Crown-modellen som Toyotas största bil.
På hemmamarknaden tillkom Toyota Chaser som ett sportigare alternativ, med starkare motorer. Chaser konkurrerade direkt med Nissan Skyline.

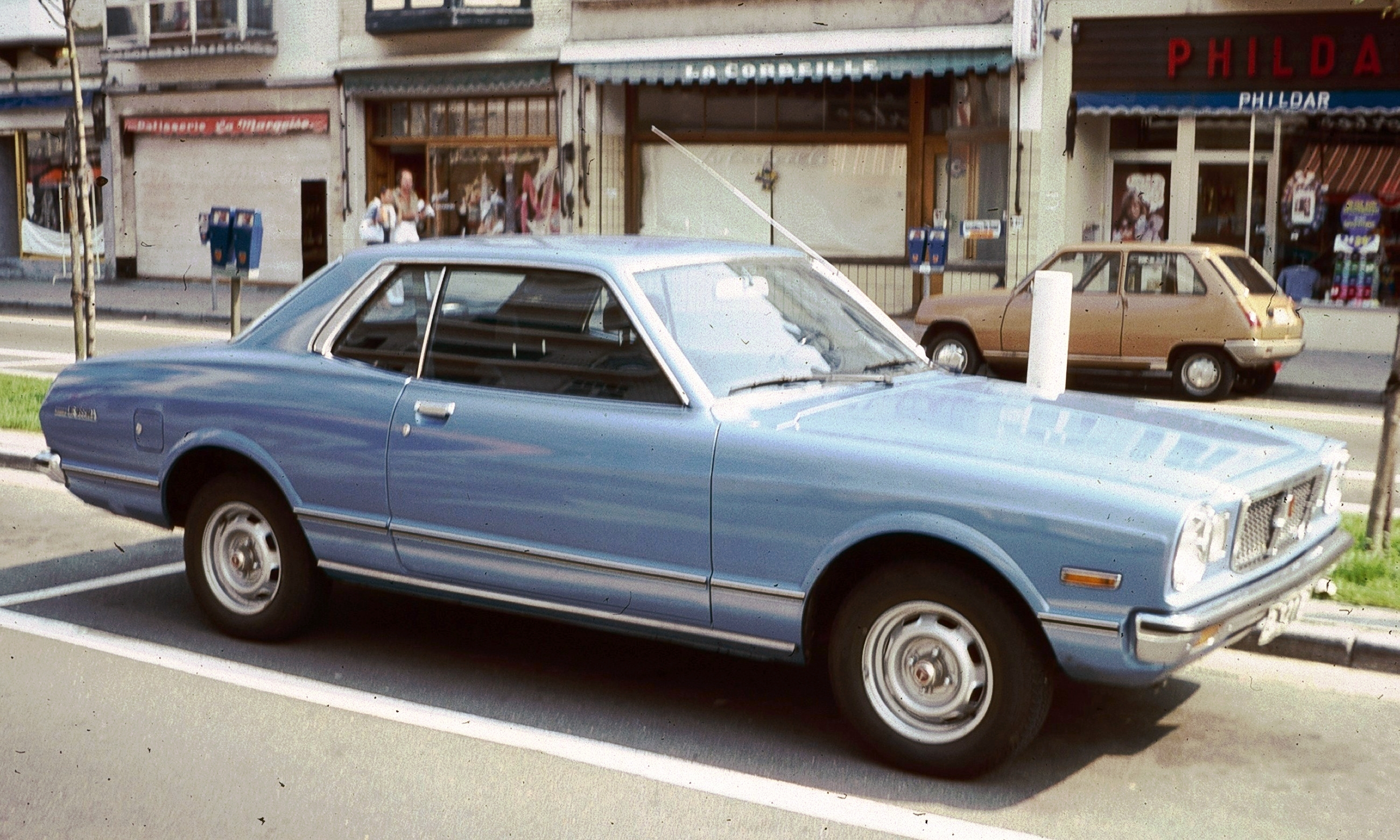
Cressida X30 coupé

Varianter:
| Modell | Motor               | Cylindervolym | Effekt | Bränslesystem      |
| ------ | ------------------- | ------------- | ------ | ------------------ |
| 1700   | 4-cyl radmotor ohv  | 1707 cm³      | 85 hk  | Enkel förgasare    |
| 2000   | 4-cyl radmotor SOHC | 1988 cm³      | 95 hk  | Enkel förgasare    |
| 2300   | 6-cyl radmotor SOHC | 2253 cm³      | 96 hk  | Enkel förgasare    |
| 2600   | 6-cyl radmotor SOHC | 2563 cm³      | 116 hk | Enkel förgasare    |
| 2600E  | 6-cyl radmotor SOHC | 2563 cm³      | 131 hk | Bränsleinsprutning |

## Toyota Mark II X60
Med den fjärde generationen utgick coupén och istället kom en fyrdörrars hardtop. Utöver den ordinarie Mark II och den sportiga Chaser tillkom nu en tredje variant: den lyxiga Toyota Cresta.
Varianter:
| Modell      | Motor               | Cylindervolym | Effekt | Bränslesystem             |
| ----------- | ------------------- | ------------- | ------ | ------------------------- |
| 1.8         | 4-cyl radmotor SOHC | 1832 cm³      | 94 hk  | Enkel förgasare           |
| 2.0 E       | 6-cyl radmotor SOHC | 1988 cm³      | 117 hk | Bränsleinsprutning        |
| Turbo       | 6-cyl radmotor SOHC | 1988 cm³      | 150 hk | Bränsleinsprutning, turbo |
| 2.2 D       | 4-cyl radmotor SOHC | 2188 cm³      | 68 hk  | Dieselmotor               |
| Turbodiesel | 4-cyl radmotor SOHC | 2446 cm³      | 90 hk  | Turbodiesel               |
| 2.8         | 6-cyl radmotor SOHC | 2759 cm³      | 145 hk | Enkel förgasare           |
| 2.8 E       | 6-cyl radmotor SOHC | 2759 cm³      | 170 hk | Bränsleinsprutning        |

## Toyota Mark II X70
Den femte generationen var utseendemässigt och tekniskt en vidareutveckling av företrädaren. Produktionen av kombimodellen i X70-serien fortsatte parallellt med de modernare efterträdarna fram till 1999.

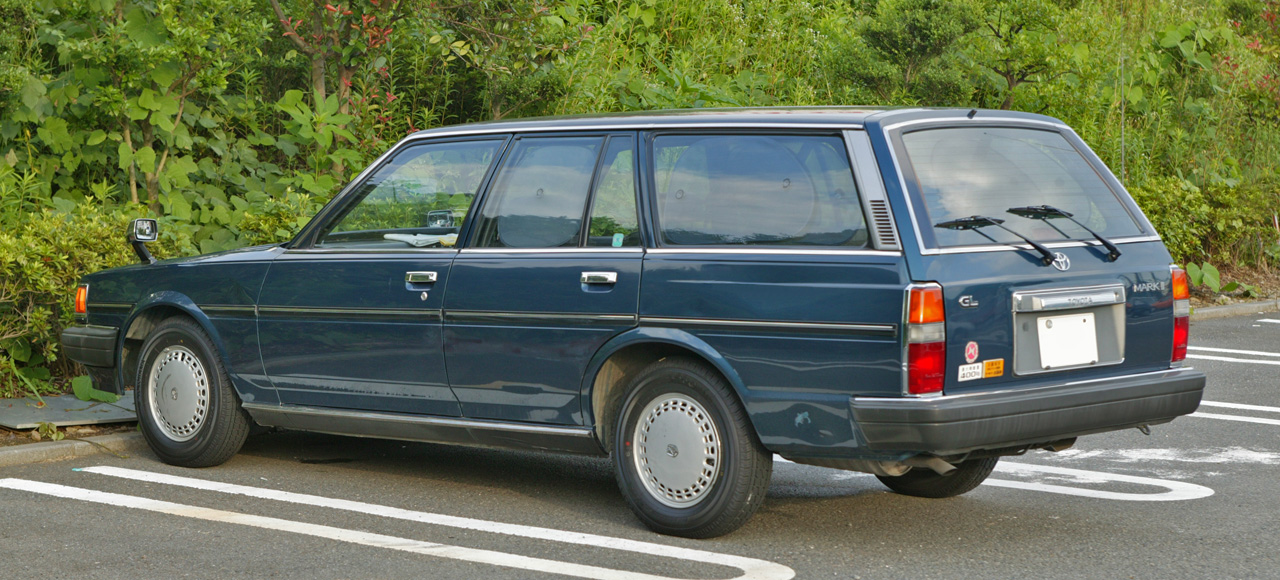
Mark II X70 kombi

Varianter:
| Modell      | Motor               | Cylindervolym | Effekt | Bränslesystem             |
| ----------- | ------------------- | ------------- | ------ | ------------------------- |
| 1.8         | 4-cyl radmotor SOHC | 1832 cm³      | 94 hk  | Enkel förgasare           |
| 2.0 E       | 6-cyl radmotor SOHC | 1988 cm³      | 122 hk | Bränsleinsprutning        |
| 2.0-24v     | 6-cyl radmotor DOHC | 1988 cm³      | 150 hk | Bränsleinsprutning        |
| Turbo       | 6-cyl radmotor DOHC | 1988 cm³      | 174 hk | Bränsleinsprutning, turbo |
| 2.4 D       | 4-cyl radmotor SOHC | 2446 cm³      | 78 hk  | Dieselmotor               |
| Turbodiesel | 4-cyl radmotor SOHC | 2446 cm³      | 90 hk  | Turbodiesel               |
| 2.8 E       | 6-cyl radmotor SOHC | 2759 cm³      | 170 hk | Bränsleinsprutning        |

## Toyota Mark II X80
Den sjätte generationen Mark II var den sista som exporterades i större skala. Därefter ersattes de stora Toyota-bilarna av det nya märket Lexus.
Varianter:
| Modell      | Motor               | Cylindervolym | Effekt | Bränslesystem             |
| ----------- | ------------------- | ------------- | ------ | ------------------------- |
| 1.8         | 4-cyl radmotor SOHC | 1832 cm³      | 94 hk  | Enkel förgasare           |
| 2.0 E       | 6-cyl radmotor SOHC | 1988 cm³      | 122 hk | Bränsleinsprutning        |
| 2.0-24v     | 6-cyl radmotor DOHC | 1988 cm³      | 150 hk | Bränsleinsprutning        |
| Turbo       | 6-cyl radmotor DOHC | 1988 cm³      | 174 hk | Bränsleinsprutning, turbo |
| 2.4 D       | 4-cyl radmotor SOHC | 2446 cm³      | 78 hk  | Dieselmotor               |
| Turbodiesel | 4-cyl radmotor SOHC | 2446 cm³      | 90 hk  | Turbodiesel               |
| 2.8 E       | 6-cyl radmotor SOHC | 2759 cm³      | 170 hk | Bränsleinsprutning        |
| 3.0 E       | 6-cyl radmotor SOHC | 2954 cm³      | 190 hk | Bränsleinsprutning        |

## Toyota Mark II X90
X90-serien var den första Mark II som fanns med fyrhjulsdrift.
Varianter:
| Modell      | Motor               | Cylindervolym | Effekt | Bränslesystem             |
| ----------- | ------------------- | ------------- | ------ | ------------------------- |
| 1.8         | 4-cyl radmotor DOHC | 1762 cm³      | 107 hk | Bränsleinsprutning        |
| 2.0 E       | 6-cyl radmotor DOHC | 1988 cm³      | 135 hk | Bränsleinsprutning        |
| Turbodiesel | 4-cyl radmotor SOHC | 2446 cm³      | 100 hk | Turbodiesel               |
| 2.5 E       | 6-cyl radmotor DOHC | 2491 cm³      | 180 hk | Bränsleinsprutning        |
| Turbo       | 6-cyl radmotor DOHC | 2491cm³       | 280 hk | Bränsleinsprutning, turbo |
| 3.0 E       | 6-cyl radmotor DOHC | 2954 cm³      | 230 hk | Bränsleinsprutning        |

## Toyota Mark II X100
Den åttonde generationen Mark II var den sista som även omfattade modellerna Chaser och Cresta. Den fyrcylindriga instegsmotorn hade utgått. Kombimodellen Mark II Qualis hade inget med övriga modeller att göra utan var baserad på den framhjulsdrivna Toyota Camry.

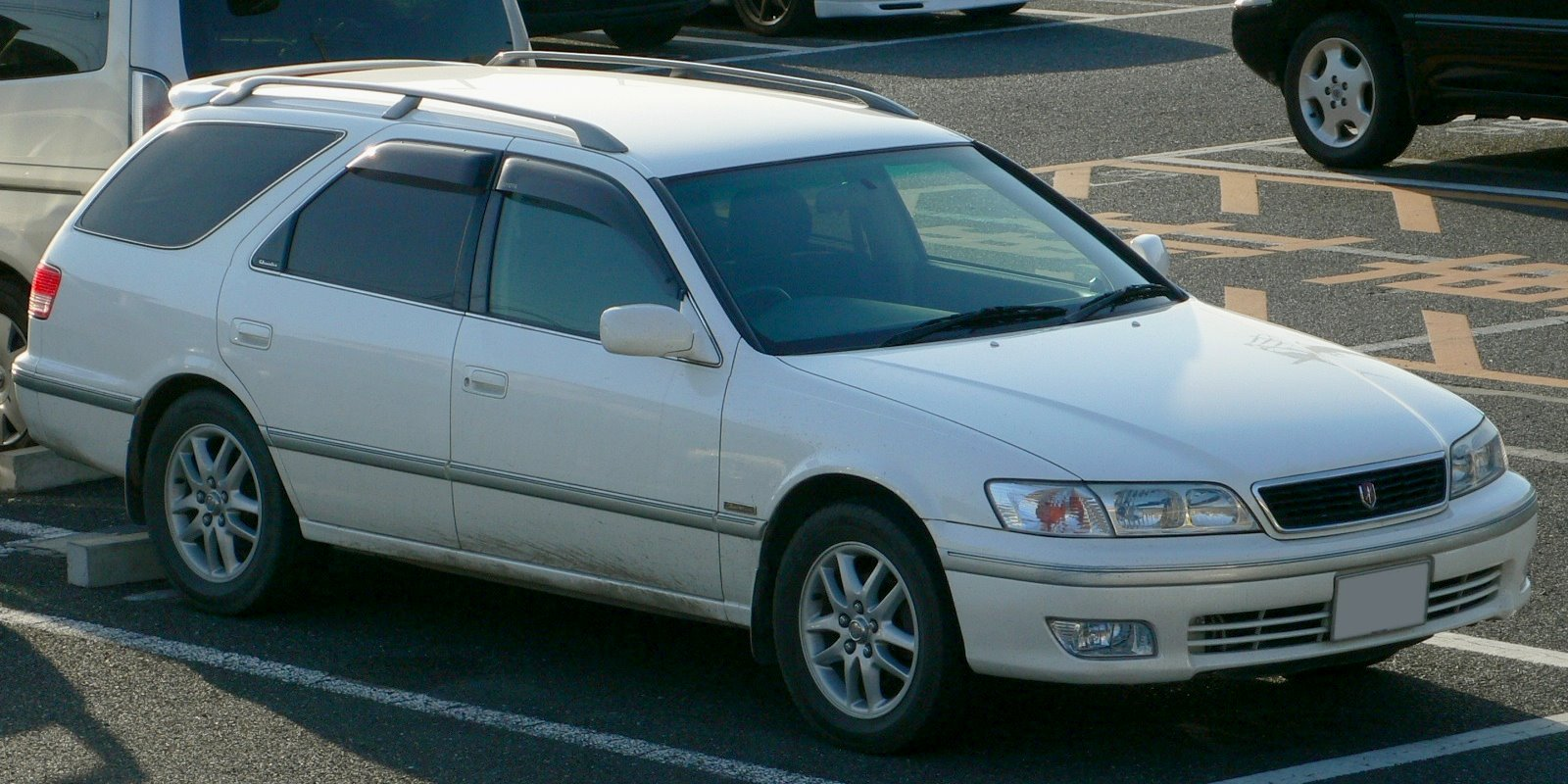
Mark II Qualis XV20

Varianter:
| Modell      | Motor               | Cylindervolym | Effekt | Bränslesystem             |
| ----------- | ------------------- | ------------- | ------ | ------------------------- |
| 2.0 E       | 6-cyl radmotor DOHC | 1988 cm³      | 135 hk | Bränsleinsprutning        |
| Turbodiesel | 4-cyl radmotor SOHC | 2446 cm³      | 100 hk | Turbodiesel               |
| 2.5 E       | 6-cyl radmotor DOHC | 2491 cm³      | 180 hk | Bränsleinsprutning        |
| Turbo       | 6-cyl radmotor DOHC | 2491cm³       | 280 hk | Bränsleinsprutning, turbo |
| 3.0 E       | 6-cyl radmotor DOHC | 2954 cm³      | 230 hk | Bränsleinsprutning        |

## Toyota Mark II X110
Den nionde och sista generationen Mark II var den första Toyotan med motor med direktinsprutning. 2002 tillkom kombimodellen Mark II Blit. Sedanen ersattes 2004 av Mark X medan Blit fortsatte tillverkas fram till 2007.

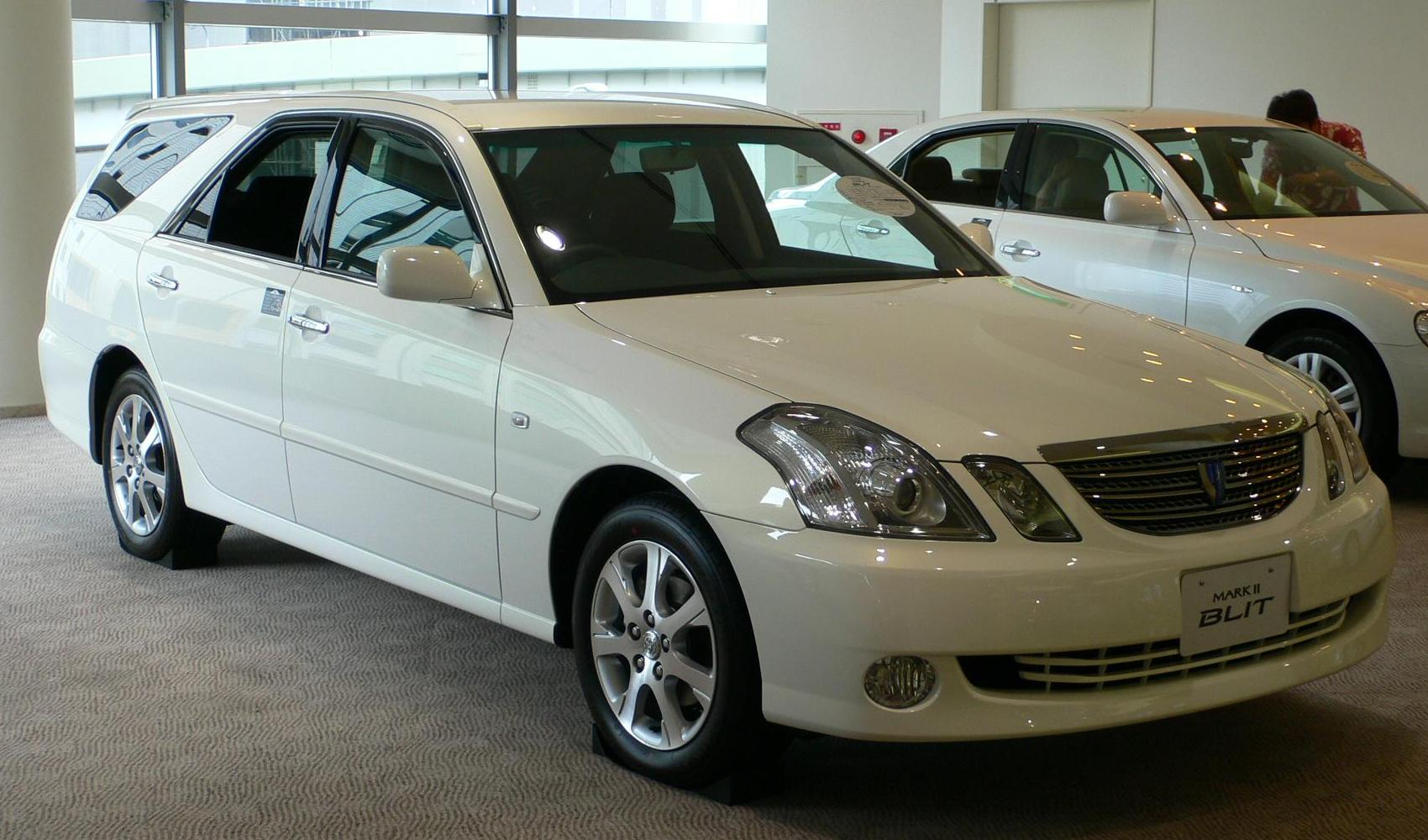
Mark II Blit X110

Varianter:
| Modell | Motor               | Cylindervolym | Effekt | Bränslesystem             |
| ------ | ------------------- | ------------- | ------ | ------------------------- |
| 2.0    | 6-cyl radmotor DOHC | 1988 cm³      | 160 hk | Bränsleinsprutning        |
| 2.5    | 6-cyl radmotor DOHC | 2491 cm³      | 200 hk | Bränsleinsprutning        |
| Turbo  | 6-cyl radmotor DOHC | 2491 cm³      | 280 hk | Bränsleinsprutning, turbo |